# Pseudoramonia richeae
Pseudoramonia richeae är en lavart som beskrevs av Kantvilas & Vezda. Pseudoramonia richeae ingår i släktet Pseudoramonia och familjen Graphidaceae.   Inga underarter finns listade i Catalogue of Life.